# Casa Menochio
Casa Menochio è un palazzo di Pavia, in Lombardia.

## Storia
Nel XVI secolo i Menochio erano una famiglia di rango borghese, non apparteneva alle famiglie patrizie della città, ma in rapida scesa sociale. Nella seconda metà del Cinquecento, Giacomo Menochio, che divenne professore di diritto prima a Mondovì, poi a Padova e infine a Pavia, la famiglia ascese alle massime cariche dello stato di Milano, tanto che Giacomo fu nominato senatore nel 1592 e, nel 1601, i Menochio furono inseriti nel novero delle famiglie patrizie urbane. Non sappiamo esattamente se il palazzo fosse già di proprietà dei Menochio nel Cinquecento, sappiamo tuttavia che nel 1666, in occasione del passaggio a Pavia di Margherita Teresa d’Asburgo, che da Madrid si stava recando a Vienna per sposare l’imperatore Leopoldo I, il senatore Francesco Menochio decise di nobilitare la dimora rinnovandone, con decori e graffiti sull’intonaco, la facciata. Altri lavori furono poi eseguiti nel 1670. Sempre nella seconda metà del Seicento, il palazzo fu anche sede dell’accademia musicale “Degli Erranti”, promossa dai Menochio. Successivamente l’edificio cambiò più volte proprietà, tanto che è spesso conosciuto come “casa Panizza”, dal nome dei proprietari nell’Ottocento.

## Descrizione
Il palazzo fu ricostruito, verosimilmente sui resti di edifici di età medievale, nella seconda metà del Cinquecento. La facciata, verosimilmente rinnovata nel 1666, presenta ornati graffiti sull’intonaco e affreschi, che suggeriscono partiture di motivi architettonici di frontoni e timpani architravati, mentre due delle finestre del prospetto sono arricchite con balconi provvisti di parapetti in ferro battuto. Internamente, dove si maggiormente si conservano gli aspetti tardo- cinquecenteschi dell’edificio,  si trova un cortile porticato, poggiante su colonne in pietra di ordine tuscanico, caratterizzato dall’elegante trabeazione in cotto, che corre sopra gli archi del portico, mentre le finestre sono decorate da grandi cornici, sempre in cotto, bugnate.

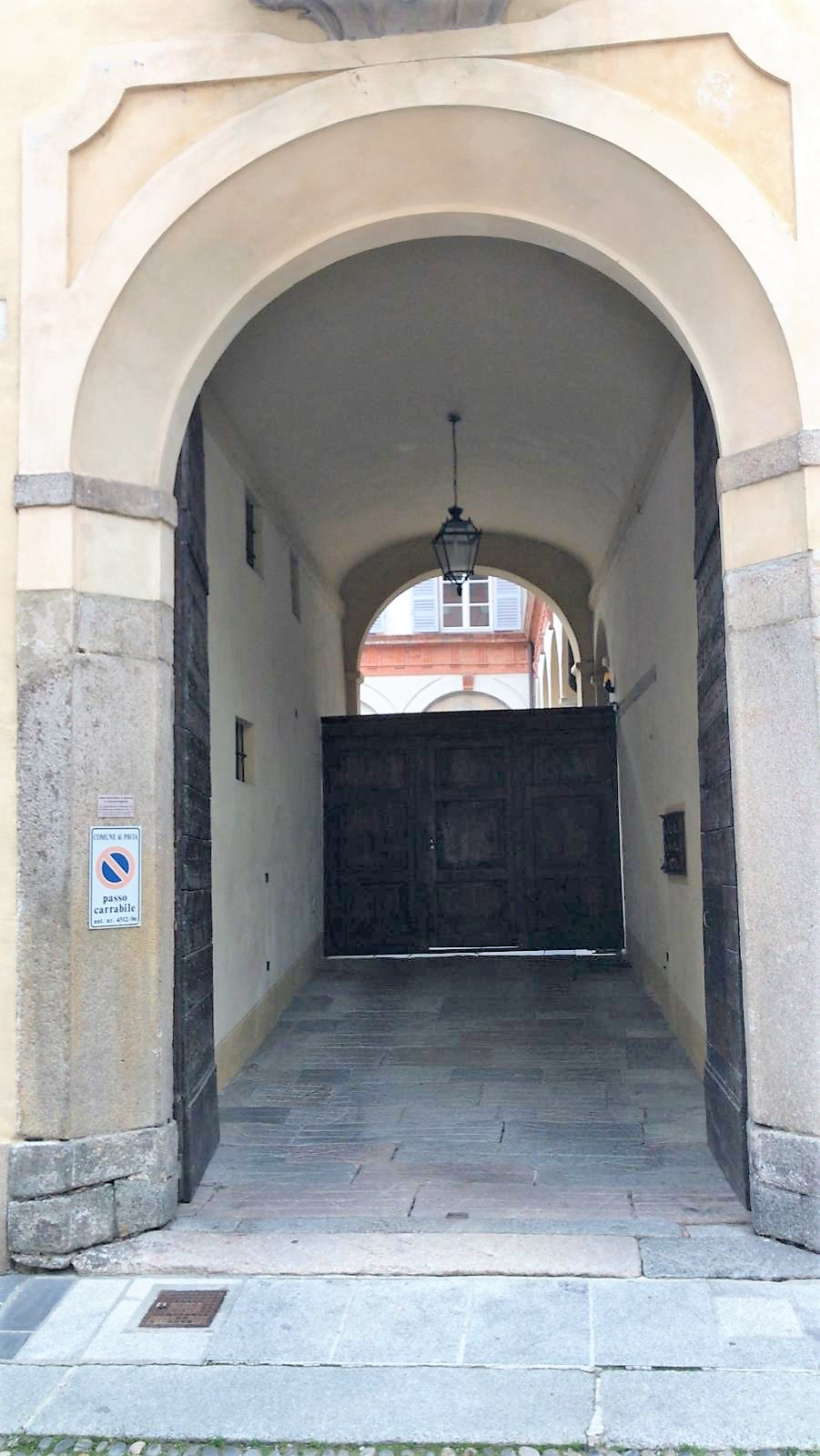
Il portone
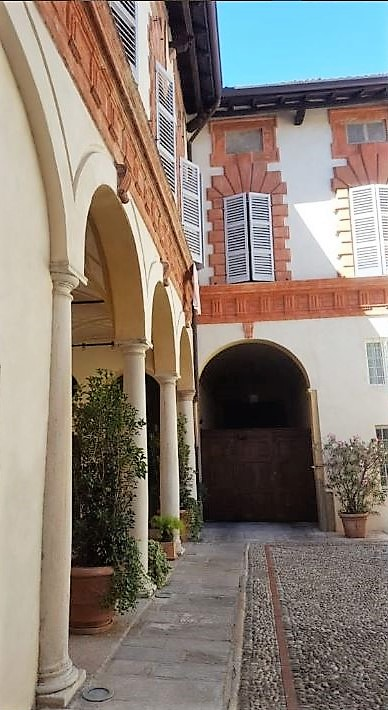
Il cortile